# سیارک ۱۰۸۲۵
سیارک ۱۰۸۲۵ (به انگلیسی: 10825 Augusthermann، نامگذاری:1993SF4) ده هزار و هشتصد و بیست و پنجمین سیارک کشف شده‌است که در ۱۸ سپتامبر ۱۹۹۳ کشف شد.
قدر مطلق سیارک برابر ۱۴٫۳۰ است.